# Rio Kishida
Pour les articles homonymes, voir Kishida.
Rio Kishida (岸田理生, Kishida Rio) est une metteuse en scène et scénariste japonaise née le 10 mars 1946 à Okaya, préfecture de Nagano, et morte le 28 juin 2003. Célèbre pour sa pièce de théâtre Ito jigoku (糸地獄), elle scénarise aussi des productions pour le cinéma et la télévision.
Sans se déclarer ouvertement militante féministe, ses œuvres ont un impact important sur le mouvement féministe japonais, notamment pour leur discours sur la maternité et la constitution du sujet féminin[pas clair].

## Biographie
Diplômée de l'Université Chūō, elle commence sa carrière en 1974 en rejoignant la compagnie de Shūji Terayama, Tenjō Sajiki, où elle co-scénarise avec Terayama des pièces de théâtre et des films. Elle fonde en 1977 sa propre compagnie de théâtre, Ani-motte gekijō (哥以劇場) et commence à scénariser ses propres pièces.